# Oberea fulviceps
Oberea fulviceps là một loài bọ cánh cứng trong họ Cerambycidae.